# Anquimòlios
Anquimòlios (en llatí Anchimolius, en grec antic Ἀγχιμόλιος) fill d'Aster, fou un militar espartà que va dirigir la primera expedició que Esparta va enviar per expulsar els Pisistràtides d'Atenes, però va ser derrotat i mort el 511 aC. Va ser enterrat al demos d'Alopekes, a l'Àtica.